# Блинов, Алексей Михайлович
Алексей Михайлович Блинов (20 августа 1929, Московская губерния, Московская область — 24 марта 2001, Москва) — cлесарь Московского машиностроительного завода «Красный Октябрь» Министерства авиационной промышленности СССР. Герой Социалистического Труда (1974).

## Биография
Трудился слесарем на Московском машиностроительном заводе «Красный Октябрь» (сегодня — Московское машиностроительное предприятие имени В. В. Чернышёва). Работал при создании продукции оборонного назначения.
В 1973 году досрочно выполнил личные социалистические обязательства и плановые производственные задания. Указом Президиума Верховного Совета СССР (с грифом «не подлежит опубликованию») от 16 января 1974 года «за выдающиеся успехи в выполнении и перевыполнении планов 1973 года и принятых социалистических обязательств» удостоен звания Героя Социалистического Труда с вручением ордена Ленина и золотой медали Серп и Молот.